# Cerco de Kaganoi
O Cerco de Kaganoi foi uma das últimas batalhas lideradas por Toyotomi Hideyoshi que ocorreu em 1584, numa tentativa de tomar posse do poder e terras de Oda Nobunada, que havia falecido dois anos antes. Oda Nobukatsu foi o mais proeminente dos parentes de Nobunaga na oposição contra Hideyoshi nesse conflito.
Hideyoshi bombardeou a fortaleza de Oda Nobunaga em Kaganoi, tomando-a logo depois.